# Carmen Riolobos
María Carmen Riolobos Regadera, née le 14 mars 1953, est une femme politique espagnole membre du Parti populaire (PP).

## Biographie

### Vie privée
Elle est mariée et mère de deux enfants.

### Profession
Elle est titulaire d'une licence en sciences biologiques, spécialisée en santé publique et hygiène des aliments. Elle est fonctionnaire de carrière à l'administration civile de l'État en détachement à la communauté autonome de Castille-La Manche.

### Carrière politique
De 1995 à 1999 puis de 2003 à 2007 elle est conseillère municipale à Talavera de la Reina. De 1999 à 2003 puis de 2007 à 2015 elle est députée aux Cortes de Castille-La Manche.
Elle a été présidente de divers conseils d'administration d'entreprises publiques de l'audiovisuel régional.
Le 9 mars 2008, elle est élue sénatrice pour Tolède au Sénat et réélue en 2011, 2015 et 2016.